# Гранд-Кейп-Маунт

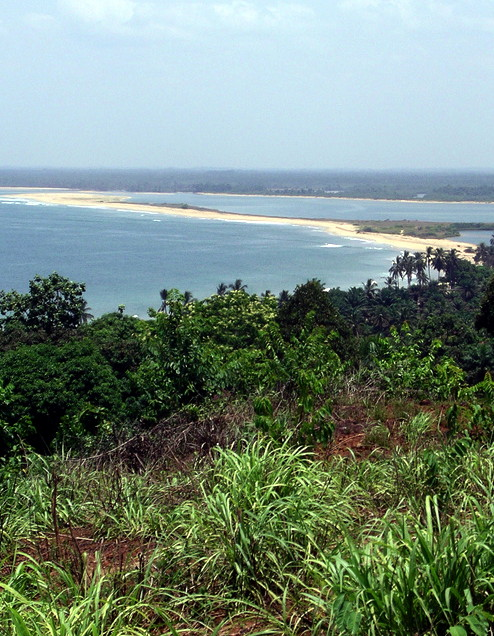
Бухта Робертспорт

Гранд-Кейп-Маунт (англ. Grand Cape Mount) — одне з графств Ліберії.

## Географія
На північному сході межує з графством Гбарполу, на південному сході з графством Бомі, на північному сході зі Сьєрра-Леоне. На південному заході знаходиться узбережжя Атлантичного океану.

## Адміністративний поділ
Графство поділене на 5 дистриктів:
- Коммонвелс (англ. Commonwealth District) (6 884 осіб)
- Ґарвула (англ. Garwula District) (29 371 осіб)
- Ґола-Коннех (англ. Gola Konneh District) (23 930 осіб)
- Поркпа (англ. Porkpa District) (40 921 осіб)
- Тевор (англ. Tewor District) (27 949 осіб)